# 最终幻想水晶编年史
《最终幻想水晶编年史》是2003年發行的任天堂GameCube平臺動作角色扮演遊戲。遊戲由史克威爾艾尼克斯第二產品開發部的空殼公司The Game Designers Studio開發，任天堂發行。遊戲是最終幻想系列的衍生產品，也是同名系列的首部作品。遊戲于2003年8月8日在日本發售，2004年2月9日在北美發售，2004年3月12日在歐洲和澳大利亞發售。史克威尔艾尼克斯在2018年9月宣布游戏的高清复刻版本将在2020年发售于任天堂Switch和PlayStation 4平台上。
遊戲引入了許多新遊戲玩法要素，如即時戰鬥和GameCube－Game Boy Advance兼容性；其中遊戲是首個發佈GameCube與Game Boy Advance合輯的電子角色扮演遊戲。遊戲音樂由谷岡久美作曲。遊戲獲得了正面評價，許多評論提到其炫麗的圖像以及革新的多人模式設定。史克威爾艾尼克斯之後繼續發行了五部水晶編年史遊戲。